# Махамудра
Махамудра (санскрит, тибетски: Чагчен, уайли: пхяг чен, съкратено от Чагиа Ченпо, Уайли: пхяг ргиа чен по) буквално означава „великият печат“ или „великият символ“. Тя „е многопластов термин от голямо значение за по-късния индийски будизъм и тибетския будизъм“, което „се случва от време на време в индуисткия и източноазиатски будистки езотеризъм“.
Името се отнася за начина, по който този, който е реализирал махамудра (това е човек, който е успял в практиките на махамудра) преживява реалността: мудра се отнася до факта, че всяко явление се появява ярко, а маха се отнася до факта, че то е извън идея, въображение и проекция.
Махамудра представлява кулминацията и най-висшия възглед на всички практики на школите на новите преводи на тибетския будизъм, които считат, че това е най-висшият израз и същност на всичките им учения.